# Праздники Мозамбика
Ниже приведён список праздников в Мозамбике

## Список
| Дата        | Название                       | Описание |
| ----------- | ------------------------------ | --- |
| 1 января    | Новый год                      | |
| 3 февраля   | День героев Мозамбика          | В этот день чествуют и вспоминают солдат которые боролись и отдали жизнь за независимость Мозамбика. Отмечается в эту дату из-за того что в этот день был убит Эдуарду Мондлане.                                                                            |
| 7 апреля    | День мозамбикских женщин       | Отмечается в эту дату из-за того что в этот день скончалась вторая жена первого президента Мозамбика, и по совместительству героиня Мозамбика Жозина Машел которая ещё в молодом возрасте присоединилась к вооружённой борьбе за национальное освобождение. |
| 1 мая       | День Труда                     | |
| 25 июня     | День независимости Мозамбика   | В эту дату Мозамбик получил независимость от Португалии. |
| 7 сентября  | День Победы Мозамбика          | Праздник также имеет название «День Лусакского соглашения». Отмечается в эту дату из-за того что в этот день были подписаны Лусакские соглашения. |
| 25 сентября | День вооруженных сил Мозамбика | Отмечается в эту дату из-за того что в этот день ФРЕЛИМО начал своё первое наступление против португальских колониальных правителей. |
| 4 октября   | День мира и примирения         | Отмечается в эту дату из-за того что в этот день закончилась Гражданская война в Мозамбике. |
| 25 декабря  | День семьи                     | |

## Дни городов
Ниже приведён список дней городов Мозамбика
| Дата       | Город     |
| ---------- | --------- |
| 5 февраля  | Матола    |
| 21 марта   | Тете      |
| 17 июля    | Шимойо    |
| 12 августа | Иньямбане |
| 20 августа | Бейра     |
| 21 августа | Келимане  |
| 22 августа | Нампула   |
| 23 августа | Лишинга   |
| 7 октября  | Шаи-Шаи   |
| 18 октября | Пемба     |
| 10 ноября  | Мапуту    |